# Aram Sarkisjan (ur. 1949)

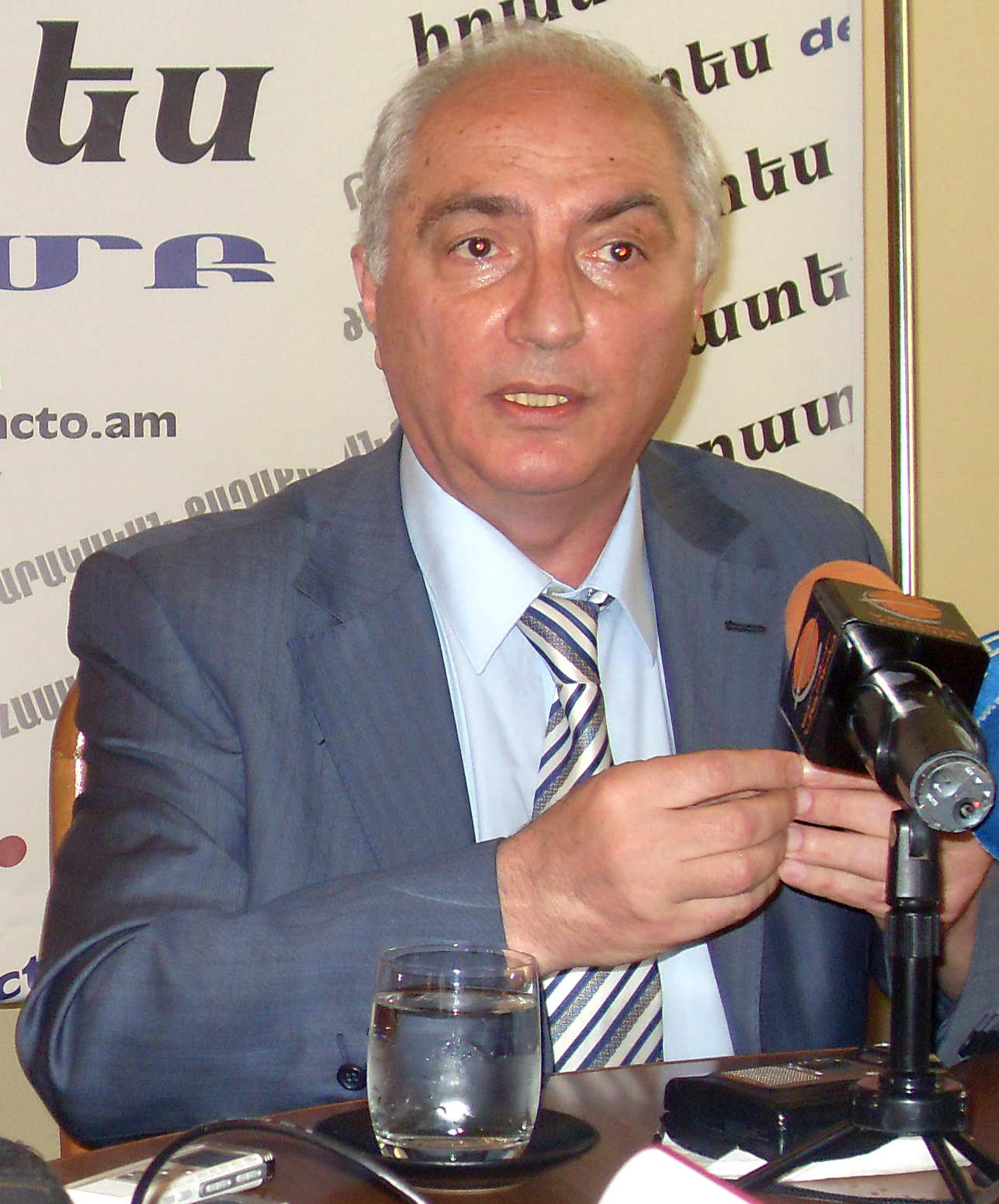

Aram Gaspari Sarkisjan, orm. Արամ Գասպարի Սարգսյան (ur. 14 sierpnia 1949 w Erywaniu) – ormiański polityk. Działacz komunistyczny i socjaldemokratyczny.
W latach 1967–1972 studiował na Państwowym Uniwersytecie Językowym w Erywaniu, a następnie w Moskwie w Wyższej Szkole Komsomolskiej. Sarkisjan pracował w różnych fabrykach. W latach 1970–1980 był korespondentem „Komsomolskiej prawdy” i „Prawdy” w Armenii. W 1990 Sarkisjan był sekretarzem w Komitecie Centralnym Komunistycznej Partii Armenii. Od 14 maja 1991 do 7 września 1991 był jej I sekretarzem. Od 1991 jest liderem Demokratycznej Partii Armenii, członkiem ormiańskiego parlamentu w latach 2003–2007 i działaczem opozycji.